# Natalia Janotha
Natalia Janotha (polonès: Natalia Maria Krystyna Janotha)  (Varsòvia, 8 de juny de 1856 - la Haia, 9 de juny de 1932) fou pianista (solista i música de cambra), compositora, pedagoga, professora, traductora i editora.

## Biografia
Va començar els seus estudis a Varsòvia, el seu primer professor va ser el seu pare, Juliusz Janotha (1819-1883) també compositor i pedagog al Conservatori de Varsòvia.
A l'octubre de 1869 es trasllada a Berlín on comença a estudiar piano a la Reial Acadèmia de Música de Berlín amb Ernst Rudorff i alhora va a classes particulars amb Clara Schumann. També rep classes de contrapunt a Colònia amb Woldemar Bargiel com a professor de la matèria.
Durant els seus estudis, Natalia Janotha, s'estableix com a pianista en la vida musical anglesa i alemanya i va fer concerts per tot Europa a mitjans de 1870. Sembla que fins i tot va rebre una o dues classes magistrals amb J. Brahms. Ràpidament va conquistar a les audiències europees continentals i a partir de 1885 va esdevenir la pianista de la Cort Imperial de Berlín.
Com a curiositat, s'ha de remarcar que va esdevenir una escaladora famosa i fins i tot va ser de les primeres dones en portar pantalons d'home sent acceptada pels muntanyistes.
Una altra curiositat és que solia actuar amb el seu gos a prop de l'escenari amagat del públic però en un lloc visible per a ella i a més posava un llibre d'oració sobre el piano.
L'any 1916, per raons polítiques de la Primera Guerra Mundial, va ser deportada de Londres a la seva terra natal. Finalment a morir l'any 1932 a la Haia.

## Traduccions i llibres
Natalia Janotha també va traduir i editar llibres sobre Chopin, que inclouen:
- obres de Chopin (preludis, balades, nocturns, poloneses, mazurkas): How they sould understood. Fins i tot, (incloses les notes de Chopin per a un "mètode de mètodes") per Jan Kleczyński (William Reeves, Londres: Charles Scribner's Sons, Nova York, sense data (1r Edn c. 1895, 2 º c. 1900)). (Les últimes conferències de Kleczynski, lliurats a Varsòvia el 1883).
- Chopin as revealed by extracts from his diary, de Stanisław Tarnowski (escrit originalment per William Reeves, Londres i editat per J. T. Tanqueray.)[6]

## Obra i repertori
Pel que fa al repertori, cal destacar que va ser molt coneguda com a intèrpret de la música de Chopin. Cal destacar que la germana de Natalia Janotha era amiga de la mare del compositor, a més va rebre diferents concells de l'aristòcrata i pianista Marcelina Czartoryska que fou deixeble de F. Chopin i Franz Liszt.
L'obra compositiva de Natalia Janotha probablement inclou unes 400 obres, la majoria d'elles per piano.
La majoria de les seves composicions són desconegudes i moltes d'elles ni tan sols estan publicades com per exemple: "Escenes de la muntanya" (nou peces de piano, compostes abans de 1889)
Composicions publicades:
- Janotha, Natalia. Mazurka op. 8. Londres o J.
- Janotha, Natalia. "Fleurs des Alpes". Varsòvia o J.
- Janotha, Natalia. Mazurka in C minor op. 9. Mainz ca. 1882.
- Janotha, Natalia. Cort Gavotte per al pianoforte. Londres: Chappell & Co, [1890].
- Janotha, Natalia. Gavotte Impériale pour le piano. Londres: Chappell & Co, [1890].
- Janotha, Natalia. "Tatry". Cicle de miniatures del programa inspirat en el Podhale. Brussel·les o J. [cap a 1890].
- Janotha, Natalia. Cadenza al concert per a piano de Beethoven en G, op. 58. Londres: Chappell & Co, [1891].
- Janotha, Natalia. Visió d'un ànima. Cançó, de la senyora J. M. Richards. Londres: Hopwood & Crew, 1894.
- Janotha. Natalia. Gavotte. Leipzig 1894.
- Janotha, Natalia. "Ave Maria". Pour Choeur, Sol, Piano ou Orgue op 5. Londres. C. Ascher Berg & Co, [1894], dedicat al Papa Lleó XIII al seu aniversari d'or bisbe el 1893 (segons la inscripció "dissenys au Couvent de La nostra du Cenacle A Roma Lady").
- Janotha, Natalia. "Kaiser alemany de març" per a piano op 9. Londres Schott & Co, [1895].
- Janotha, Natalia. Mazurka op. 6. Varsòvia 1895. Leipzig 1898-1900.
- Janotha, Natalia. Morceau gracieux per al piano. Londres: Metzler & Co, 1897.
- Janotha, Natalia. "Pieśń jubileuszowa" op. 10. Leipzig, cap a 1897.
- Janotha, Natalia. "Ave Maria" op. 1 Per a veu, orgue, violí i arpa. No. 2 per a veu i piano. No. 3 per a veu i piano. Londres: E. Ashdown, 1899.
- Janotha, Natalia. Mazurka en E menor per a pianoforte
- Janotha, Natalia.. Mazourka a A, per a la op Pianoforte 14. Londres: Stanley Lucas & Són, [1902].
- Janotha, Natalia. Maria de Vredes King [Himne.] Woorden M. Schillemans. La Haia: N.V.A. N. Govers, [1919].

## Revistes i articles
Natalie Janotha va ser una pianista prestigiosa, fins i tot li van escriure diferents ressenyes i articles a revistes de concets i diaris:
- New Journal of Music 70 (1874), pp. 22f., 96 i 148.
- The Times, Londres, 3 de desembre de 1878, pàgina 6.
- The Times, Londres, 4 de novembre de 1879, pàgina 7.
- The Times, Londres, 16 de desembre de 1879, pàgina 8.
- The Times, Londres, 19 de gener de 1880, pàgina 8.
- The Times, Londres, 1 de novembre de 1881, pàgina 11.
- The Times, Londres, 20 de desembre de 1887, pàgina 8.
- The Times, Londres, 20 de març de 1889, pàgina 9.
- The Times, Londres, 3 de juny de 1889, pàgina 7.
- The Times, Londres, 16 de març de 1891, pàgina 4.
- The Times, Londres, 9 de novembre de 1891, pàgina 6.
- "The Times" Londres, 27 d'agost de 1897, pàgina 7.
- The Times, Londres, 11 de juny de 1906, pàgina 10.
- The Times, Londres, 22 d'abril de 1908, pàgina 6.
- The Times, Londres, 10 d'agost de 1915, pàg. 3.
- The Times, Londres, 21 de juny de 1932, pàgina 16.
- "The World" del 18 de març de 1891 (per George Bernard Shaw).
- "The World" del 8 de juny de 1892 (per George Bernard Shaw).